# Quercus faginea
Quercus faginea là một loài thực vật có hoa trong họ Cử. Loài này được Lam. miêu tả khoa học đầu tiên năm 1785.

## Hình ảnh

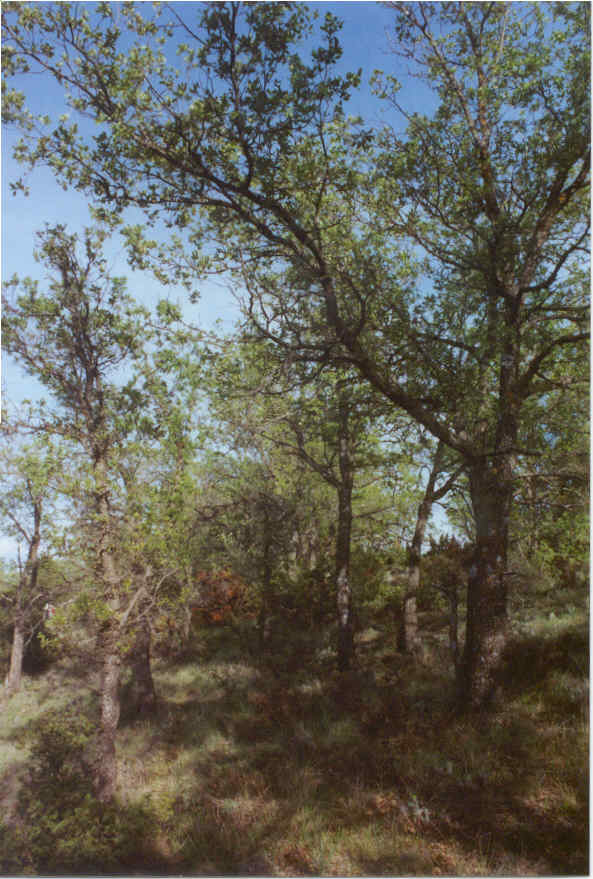
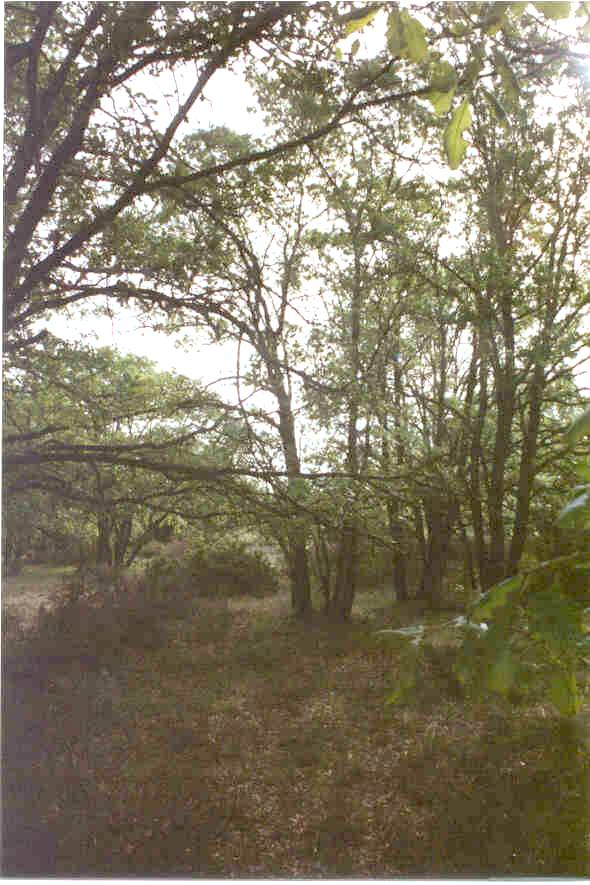
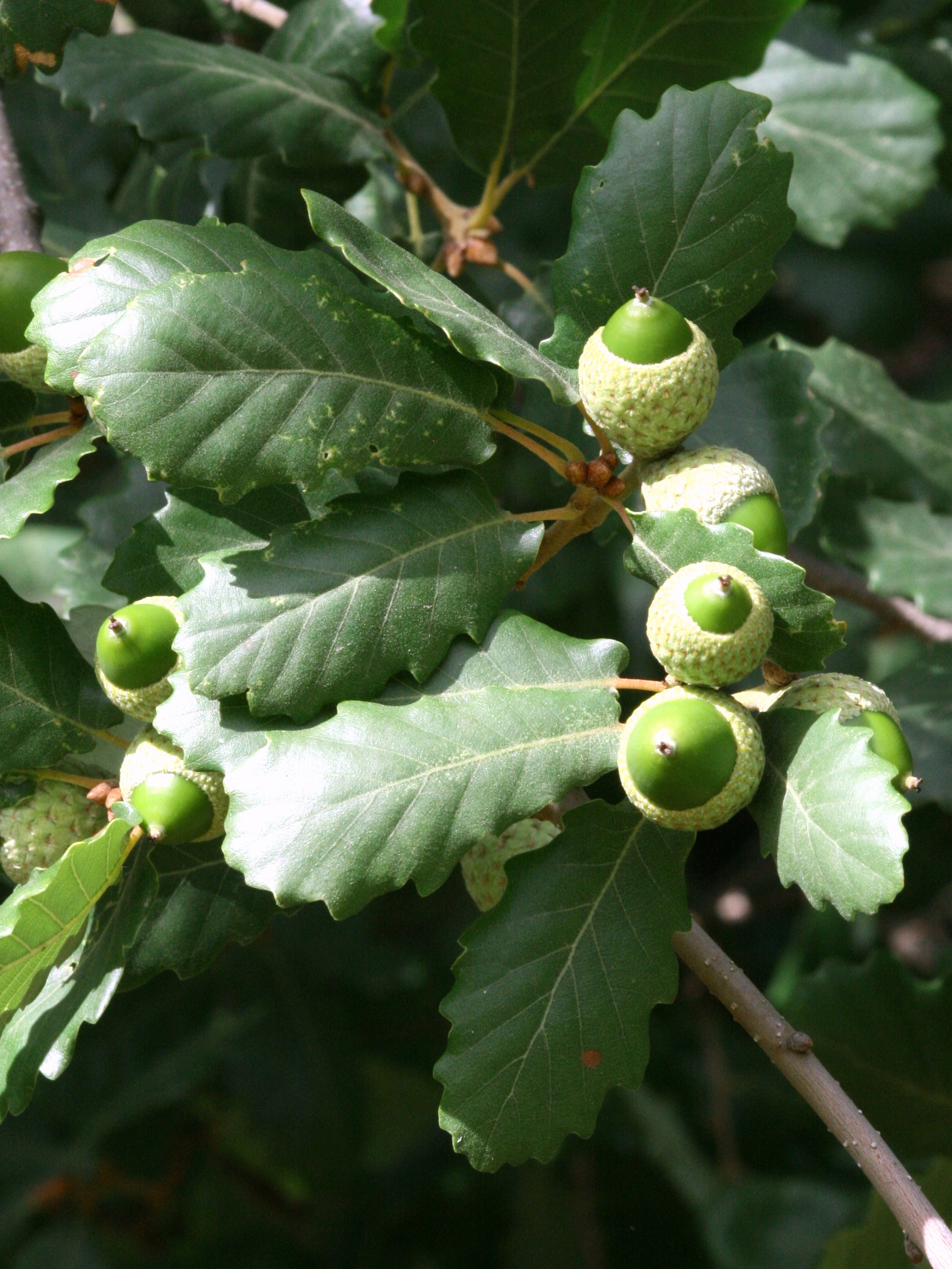
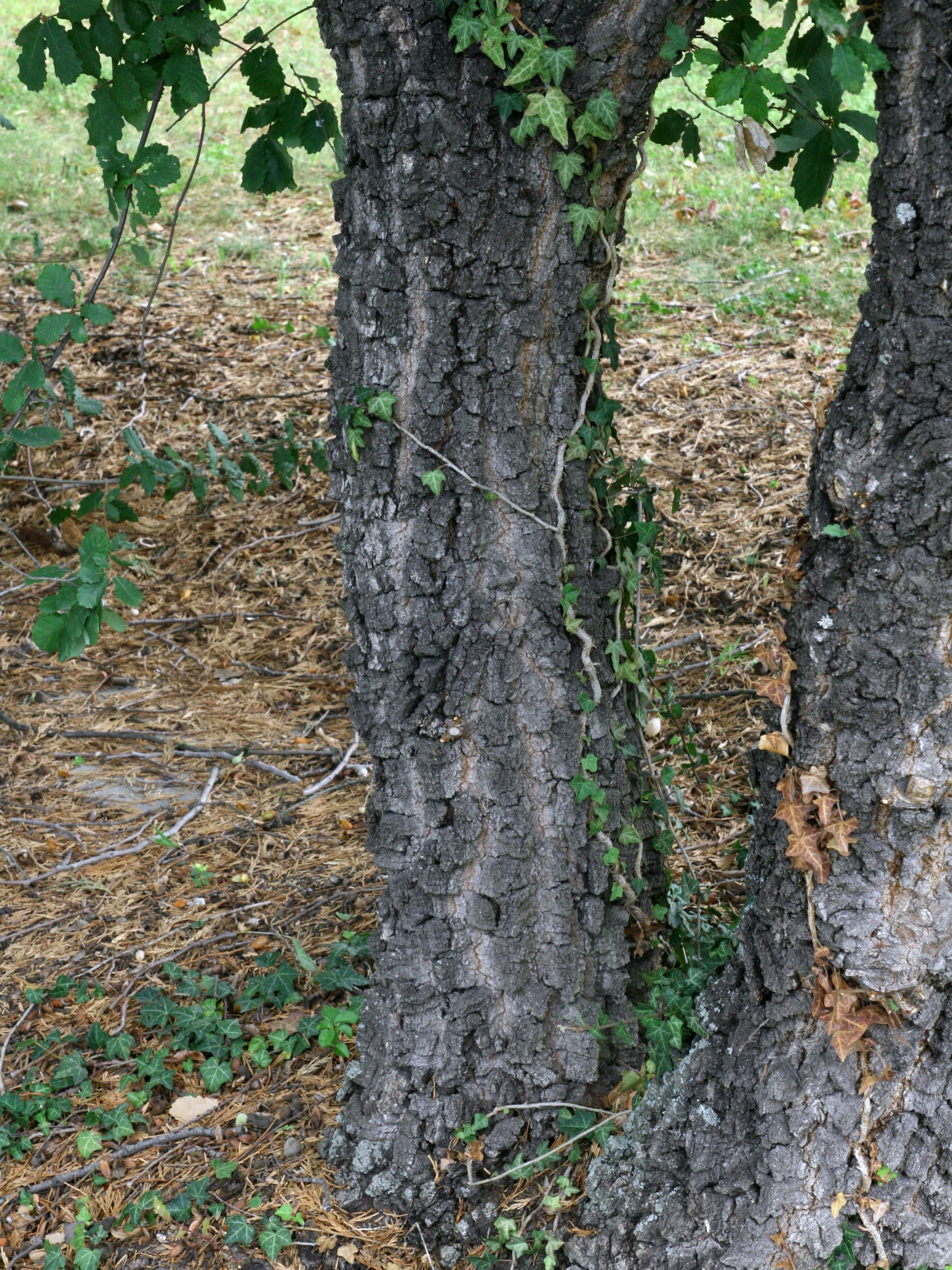